# Axel Johnson-Gruppe
Die Axel Johnson-Gruppe (schwedisch Axel Johnsongruppen) ist ein schwedischer Konzern. Er gehört Antonia Johnson, der reichsten Frau Schwedens, und ihrer Familie. Neben den Einzelunternehmen Nordstjernan (Investment), AltoCumulus AB (Vermögensverwaltung) und AxFast AB (Gewerbeimmobilien in Stockholm) sind alle Aktivitäten in zwei Gesellschaften gebündelt.
Das Unternehmen geht auf die 1873 von Axel Johnson gegründete Handelsgesellschaft A. Johnson & Co zurück. 1890 kam die Reederei Nordstjernan (Nordstern) hinzu.

## Axel Johnson AB
Die Axel Johnson AB bündelt die Unternehmen in Europa.
- Axel Johnson International (Technikhandel)
- Axfood (LEH)
- Axstores (Einzelhandel)
- Martin & Servera (Restauranteinrichtung)
- Mekonomen (Ersatzteilhandel)
- Novax

## Axel Johnson Inc
Die Axel Johnson Inc bündelt die Unternehmen in Nordamerika:
- Sprague Operating Resources LLC (Rohstoffhandel)
- Parkson Corporation (Wasseraufbereitung)
- Kinetico Incorporated (Wasseraufbereitungsprodukte)
- NewtrAx